# مانع بن راشد بن مكتوم
مانع بن راشد آل مكتوم هو رائد نهضة دبي الثقافية الأولى وابن حاكم دبي الشيخ راشد بن سعيد حاكم دبي للفترة من 1886 إلى 1894، وقد تلقى دراسته في المدرسة الأحمدية في بداية حياته، ومنذ نعومة أظفاره كانت له ميول أدبية وعرف بحبه للعلم وقراءته للمجلات العربية التي اشترك بها آنذاك.
عمل الشيخ مانع في التجارة وكانت تربطه صداقات مع شخصيات معروفة في الخليج العربي، ومنهم الشيخ حمد بن عيسى بن علي آل خليفة حاكم البحرين والتاجر الحجازي محمد علي زينل والأديب الكويتي عبد الله الصانع وفي عام 1923 التقى بالزعيم التونسي عبد العزيز الثعالبي في بومباي، فدعاه لزيارة دبي. وفي عام 1938 أسس الشيخ مانع ست مدارس تطورية وأول دائرة للمعارف بدبي وذلك أثر انهيار تجارة اللؤلؤ ووضع خارطة لمغاصات اللؤلؤ أطلق عليها (خريطة الخليج لمغاصات اللؤلؤ) في سنة 1939.